# Iglesia Terra Sancta
La Iglesia Terra Sancta (que quiere decir en latín: Iglesia Tierra Santa) también alternativamente Iglesia de San Francisco es el nombre que recibe templo católico, ubicado en la Ciudad Vieja de Acre, en el norte de Israel. No debe ser confundida con el otro templo franciscano de la ciudad la Iglesia de San Juan Bautista.

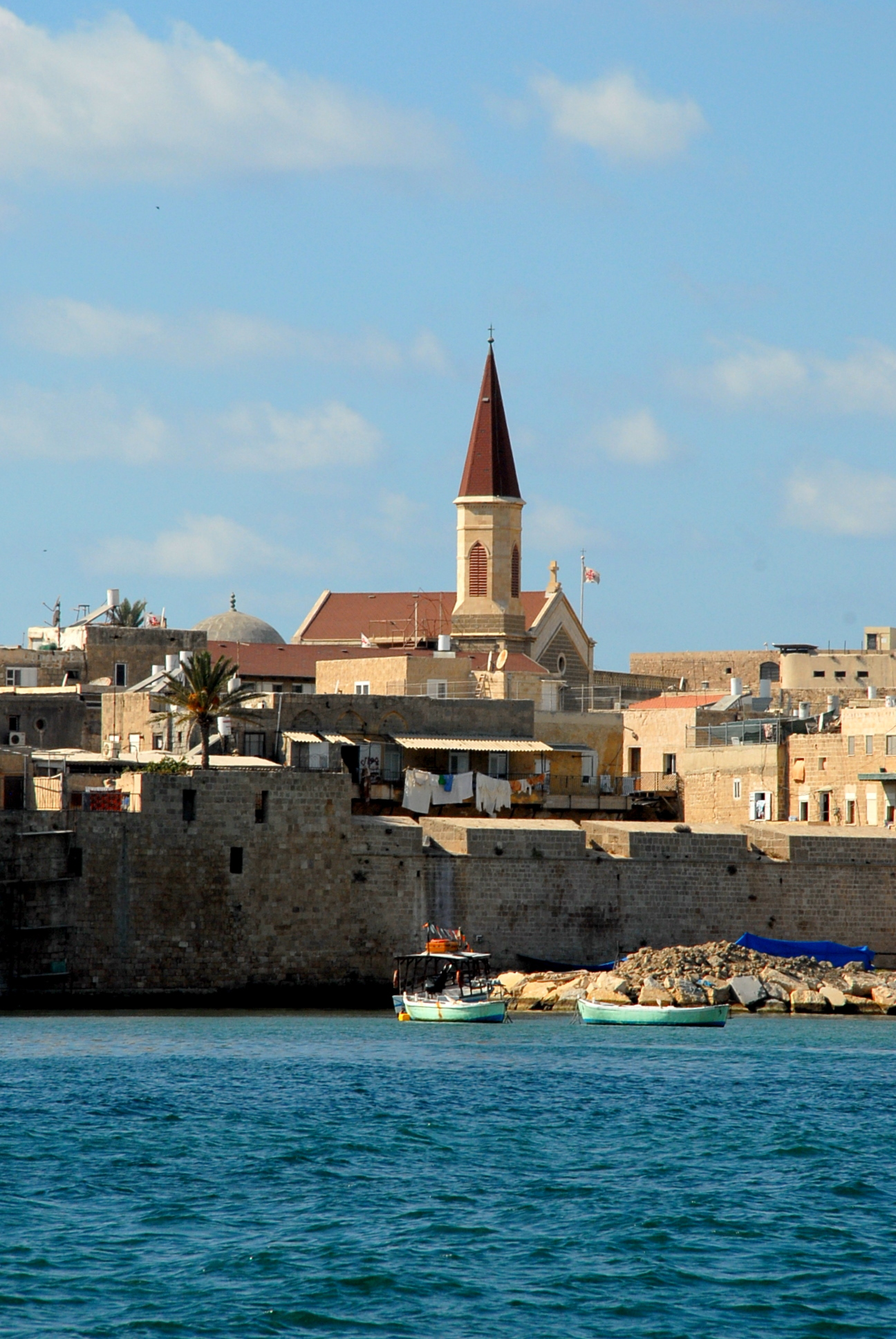
Vista del templo desde el mar

Según documentos históricos de Acre desde el siglo XIII los franciscanos dieron una gran importancia a la ciudad. Ellos creían que el fundador de la Orden de San Francisco de Asís visitó la ciudad entre los años 1219 y 1220. En 1217 se construyó el primer monasterio franciscano, fundada por el P. Elia Da Cortona. Después de la ocupación de la ciudad por los musulmanes, los franciscanos tuvieron que irse de Acre para volver en 1620 y se establecieron en 1673 la iglesia Terra Sancta (Tierra Santa). Se encuentra ubicada en el centro del casco antiguo, al norte de la estructura conocida como Khan el-Franj.
La iglesia es reconocible por la aguja roja de su torre gótica, cuyo color la distingue de otras torres y minaretes en el lugar.